# Hohenau an der Raab
Hohenau an der Raab är en ort i kommunen Passail i distriktet Weiz i förbundslandet Steiermark i Österrike. Hohenau an der Raab var tidigare en självständig kommun, men blev den 1 januari 2015 en del av kommunen Passail.
Kommunen bestod av fyra orter (Ortschaften) (inom parentes invånarantal 1 januari 2024):
- Auen (236)
- Haufenreith (292)
- Hohenau an der Raab (462)
- Krammersdorf (258)